# De nacht van Amalek
De nacht van Amalek is een hoorspel van Anton Quintana. De NCRV zond het uit op vrijdag 10 januari 1969. De regisseur was Wim Paauw. De uitzending duurde 53 minuten.

## Rolbezetting
- Paul Deen (Saul, koning van Israël)
- Hans Karsenbarg (Goeram, zijn dienaar)
- Wim van Rooij (Agag, koning van Amalek)
- Dries Krijn (de profeet Samuël)

## Inhoud
De geschiedenis waarover dit hoorspel handelt staat beschreven in I. Samuël Hfdst. 15: koning Saul moet, in opdracht van de profeet Samuël, het volk der Amalekieten - mannen, vrouwen en kinderen - uitroeien. Ook het vee mocht niet worden gespaard. Een menselijk trekje in Saul is dan, dat hij de beste stuks vee voor zijn soldaten reserveerde en het leven spaarde van zijn tegenstander, koning Agag. Dit vergrijp kostte Saul zijn kroon. Voortaan was hij een door God verstotene.